# Centaurea akcadaghensis
Centaurea akcadaghensis — вид рослин роду волошка (Centaurea), з родини айстрових (Asteraceae).

## Біоморфологічна характеристика
Багаторічна трава; столони присутні. Стебло висхідне, 10,5—17,5 см, просте або з 1—2 гілками. Листки гетероморфні: прикореневі листки від перистих до перисто-часточкових з 3—4 парами бічних часток, 3,6—4,1 × 0,2—0,9 см; стеблові листки ланцетні, гострі, від лінійних до лінійно-ланцетоподібних, або від перистих до перисто-часточкових, з 3—4 парами бічних часток, 1,5—3,7 × 0,3—0,5 см. Квіткові голови поодинокі. Чашечка квіткової голови яйцювата, 13—17 × 10—12 мм. Квіточки двоколірні, крайові — фіолетові, 20—23 мм, стерильні; центральні — пурпурні, гермафродитні, 10—12 мм. Сім'янка 3,1—3,6 × 1,4—1,9 мм, яйцювато-довгаста, стиснута, кремово-коричнева. Папус кремово-коричневий, зовнішній паппус 0,8—1,3 мм, а внутрішній 0,4—0,6 мм.

## Середовище проживання
Ендемік Туреччини. Трапляється у відкритому дубовому лісі Акчадагського каньйону.